# ألان بيلشر
ألان بيلشر (بالإنجليزية: Alan Belcher) هو لاعب تايكوندو أمريكي، ولد في 24 أبريل 1984 في جونزبورو في الولايات المتحدة.

## وصلات خارجية
- الموقع الرسمي
- ألان بيلشر على موقع يو إف سي (الإنجليزية)
- ألان بيلشر على موقع شيردوغ (الإنجليزية)
- ألان بيلشر على موقع IMDb (الإنجليزية)
- ألان بيلشر على موقع قاعدة بيانات الفيلم (الإنجليزية)